# Androula Henriques

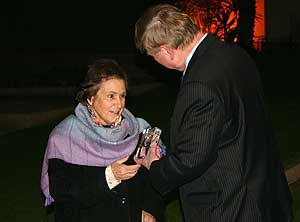
Henriques rebent un premi el 2010

Androula Henriques (1936) és una activista de Xipre que fa campanya contra el tràfic de persones.

## Vida
Va crear la seva pròpia xarxa contra el tràfic de persones, Cyprus Stop Trafficking, de què és presidenta a data de 2012. També ha pressionat el govern xipriota per aturar el tràfic de persones. La seva xarxa va organitzar una conferència contra el tràfic de persones a Xipre el 2008, que va incloure ponents dels Estats Units i la Unió Europea, així com representants de la Policia Nacional, la Cambra de Representants, l'Oficina del Fiscal General i la comunitat turcoxipriota, diverses ONG i molts periodistes. També ha ajudat dones explotades deixant-les quedar a casa seva mentre es preparaven per a testificar en el judici contra aquells que les havien tingudes com a esclaves sexuals.
El 2010 va rebre el Premi Internacional Dona Coratge. El 2012 se li va atorgar el rang de comandanta de l'Orde Nacional del Mèrit per l'ambaixador francès a Xipre, Jean-Luc Florent.